# Magadino

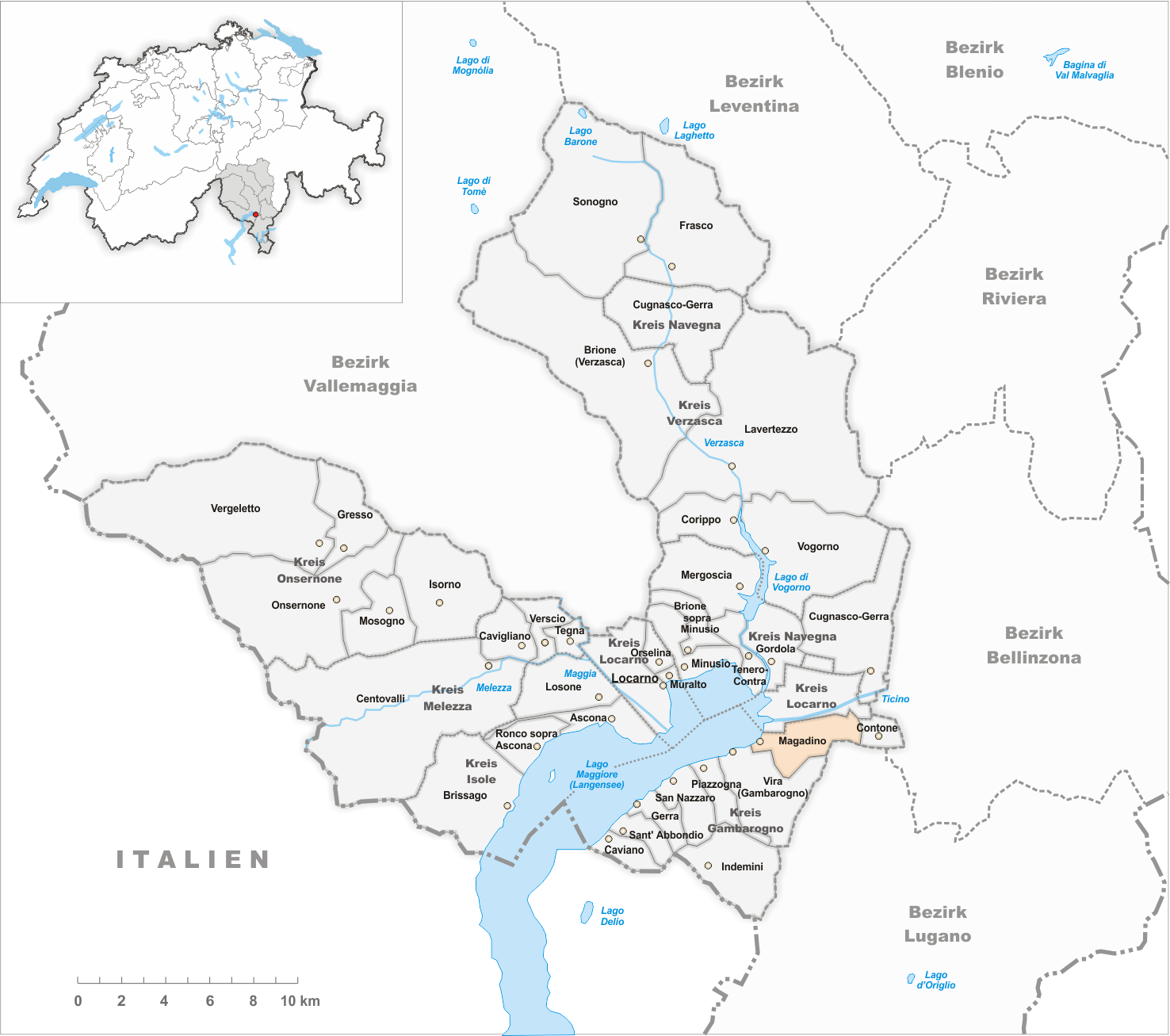
Gemeindestand vor der Fusion am 24. März 2010

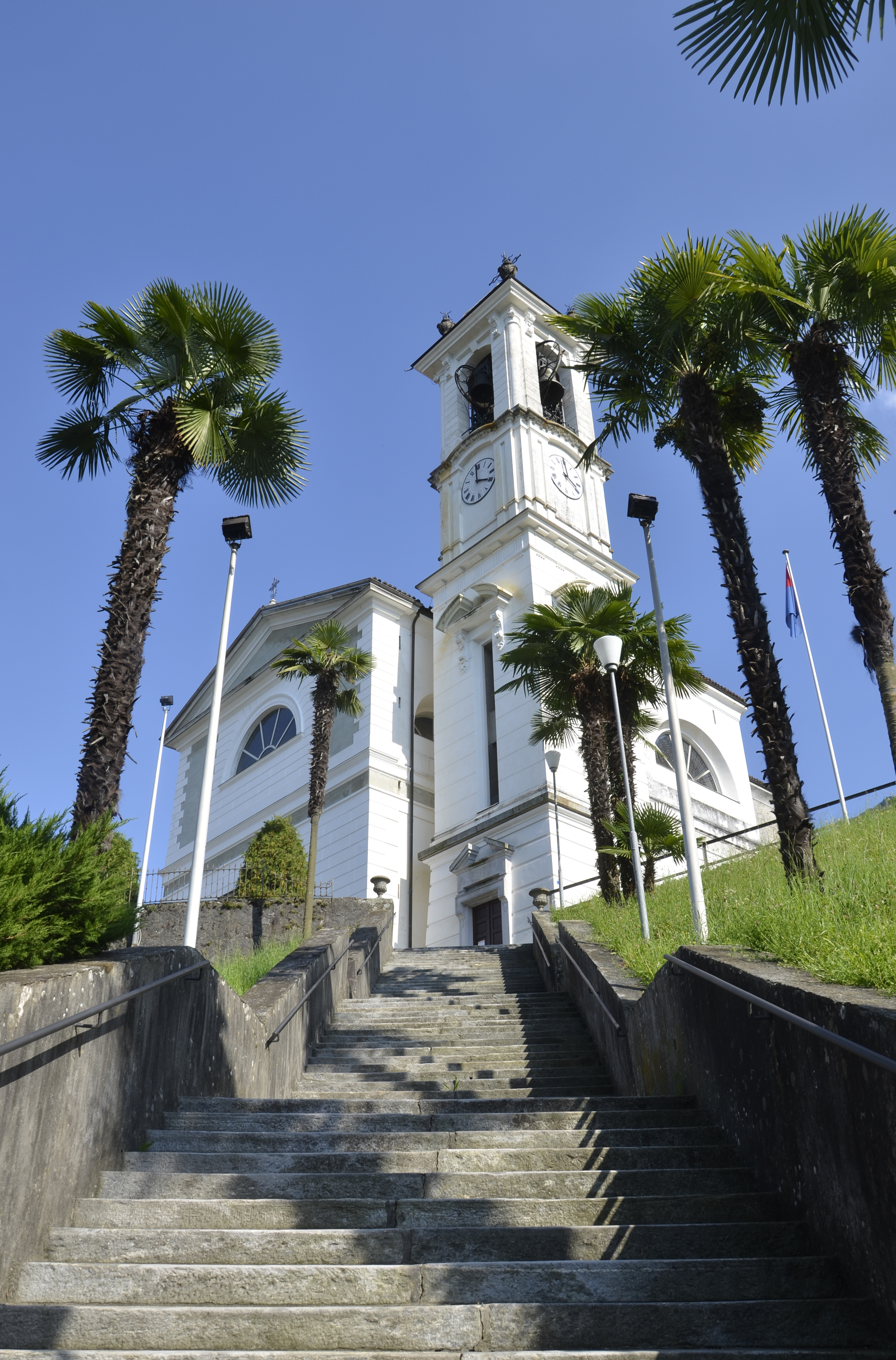
Pfarrkirche San Carlo Borromeo

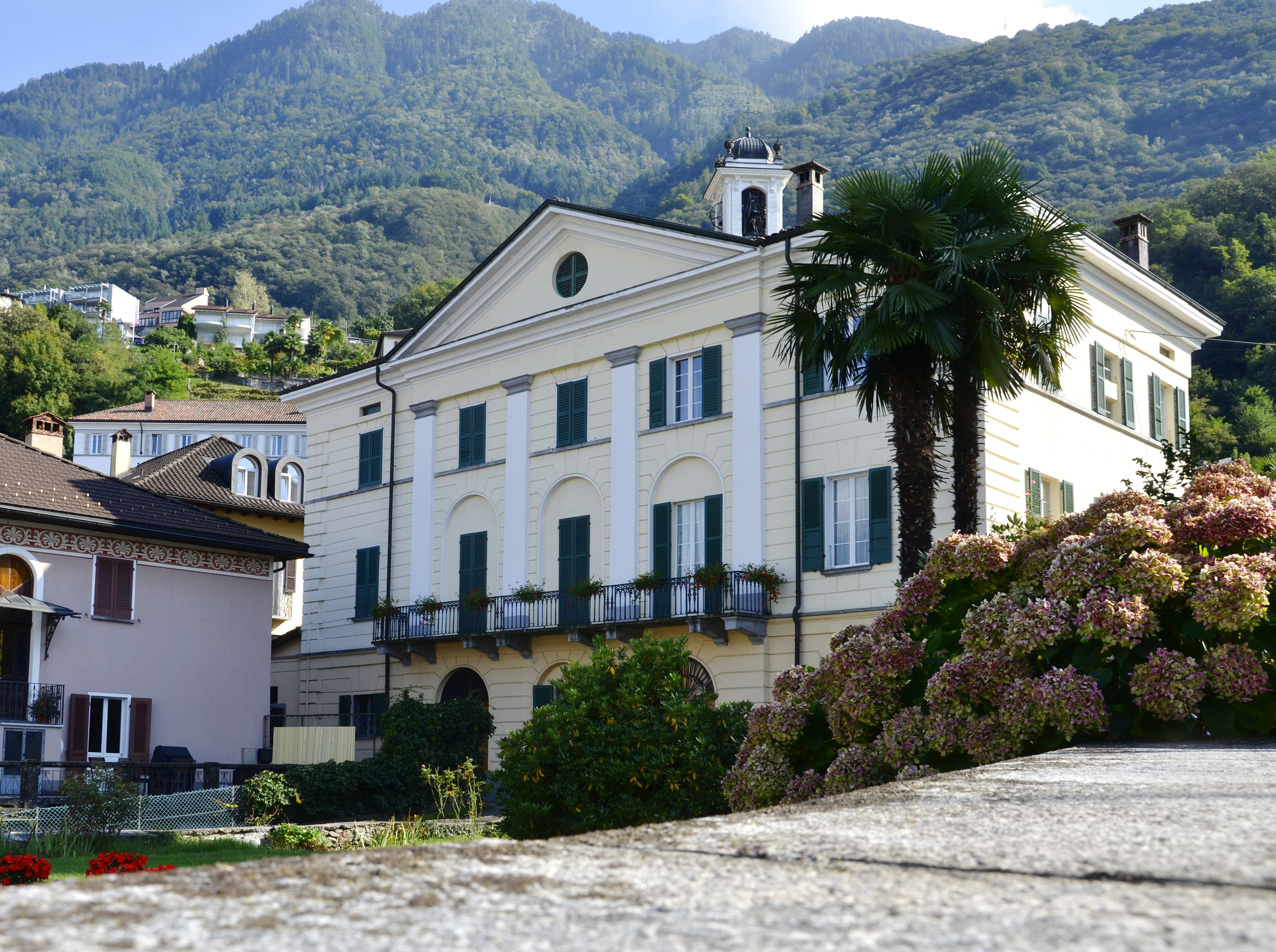
Villa Ghisler

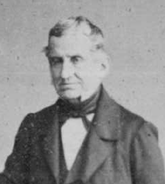
Giovanni Arrivabene

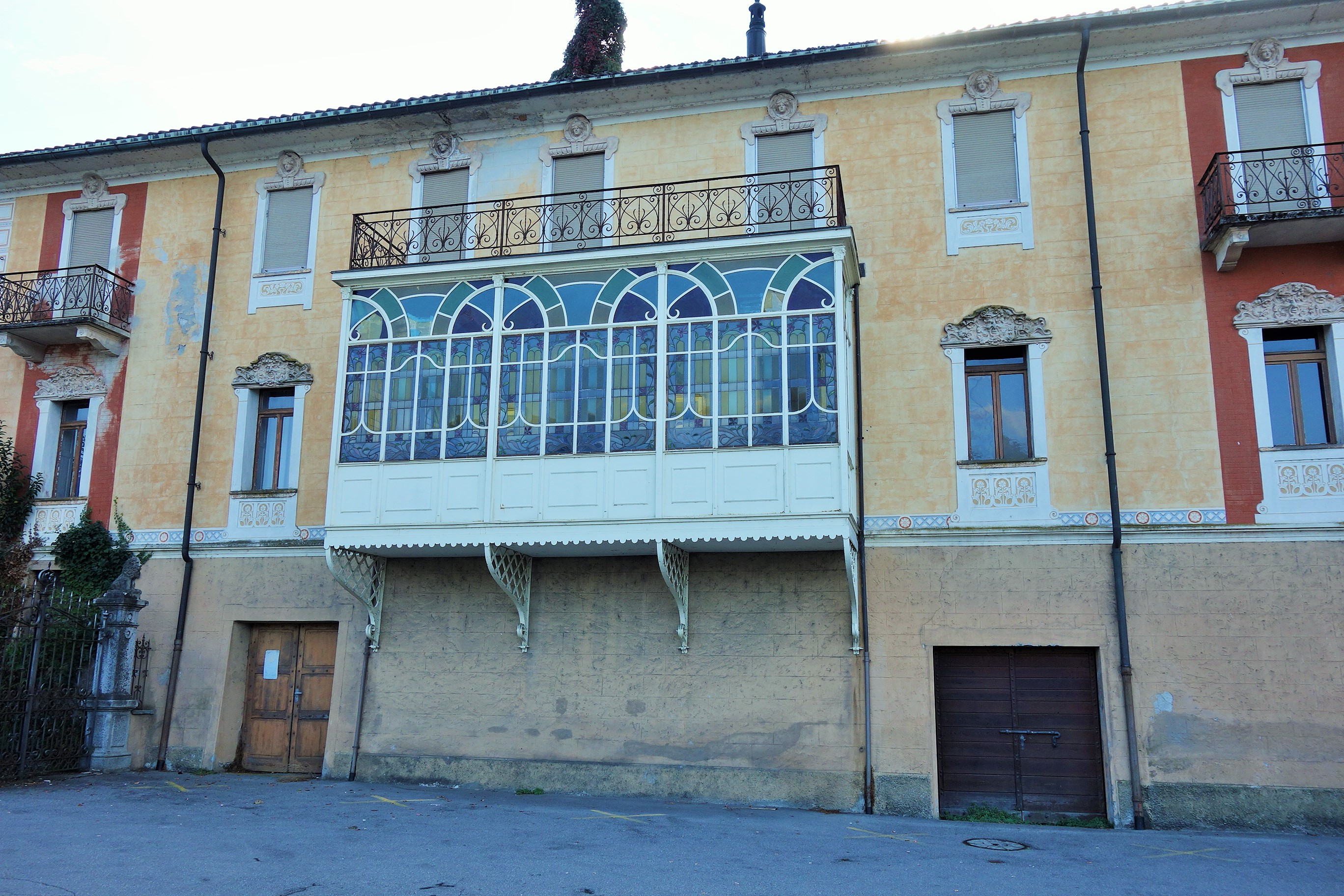
Albergo del Battello a Vapore

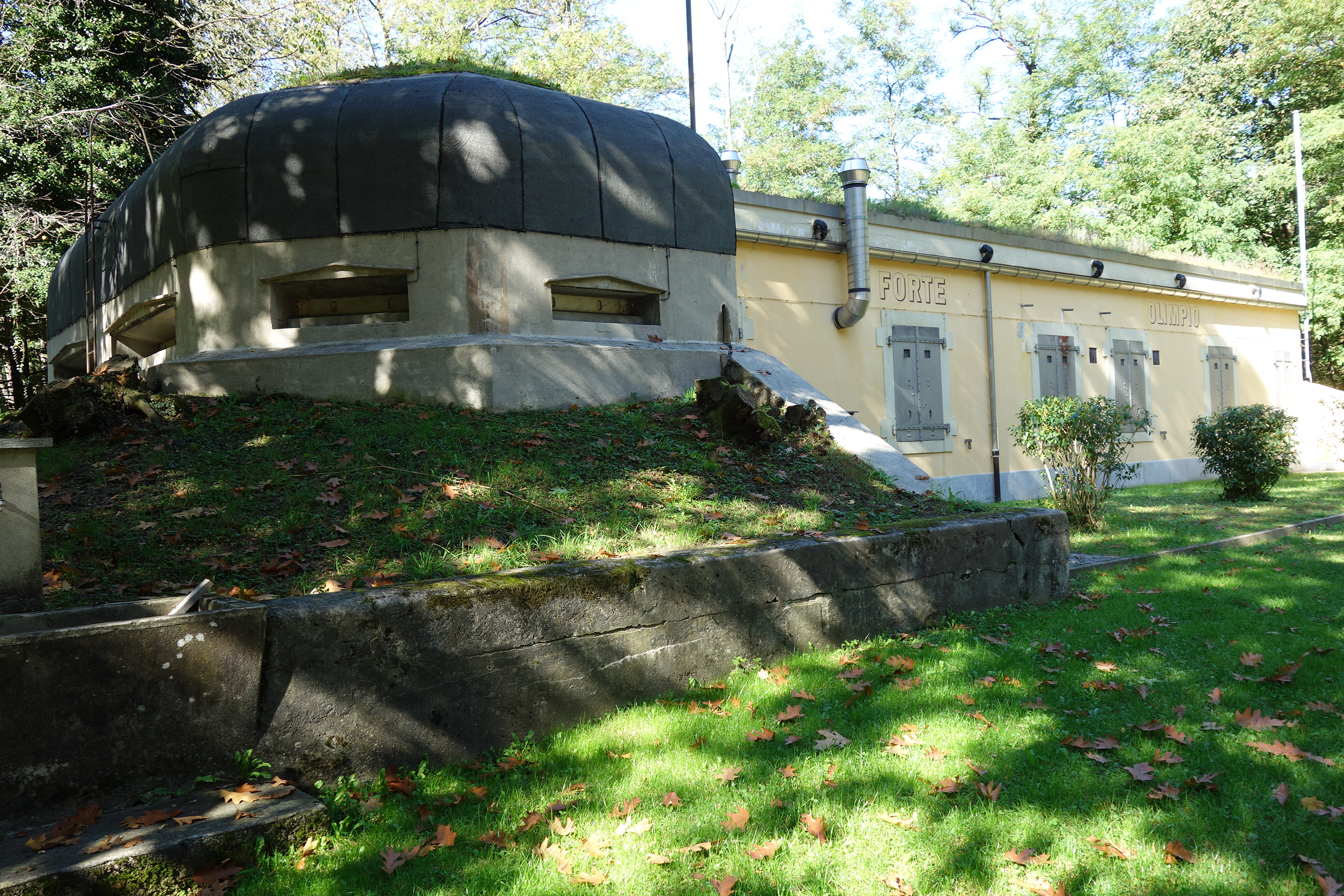
Forte Olimpio

Magadino und die Bolle (1943)

Magadinoebene, historisches Luftbild von Walter Mittelholzer (1933)

Quartino, historisches Luftbild von Werner Friedli (29. Juli 1964)

Magadino, im lombardischen Ortsdialekt Magadign [magaˈdiŋ], ist ein Ortsteil der Gemeinde Gambarogno im Schweizer Kanton Tessin. Er war bis zum 24. April 2010 eine selbständige politische Gemeinde.

## Geographie
Das Dorf Magadino liegt auf einer Höhe von 199 m ü. M. am Langensee, die Fraktion Quartino östlich davon. In der Nähe Magadinos mündet der Tessin in den See.

## Geschichte
Magadino findet in spätmittelalterlicher Zeit Erwähnung im Zusammenhang mit Feudalrechten, welche die Bischöfe von Como den Capitanei von Locarno übertrugen. Eine erste Erwähnung findet das Dorf im Jahre 1254 schon mit der heutigen Namenform de Magadino. In Quartino bestand im Hoch- und Spätmittelalter ein Benediktinerpriorat, dessen Schutzpatron der heilige Georg war; im 17. Jahrhundert kamen die Klostergüter an das Spital in Locarno. Von einem 1335 erwähnten Turm und einem im 17. Jahrhundert erwähnten Kastell finden sich heute keine Spuren mehr. Magadino löste sich 1846 kirchlich von Vira (Gambarogno).
Magadino war ein bedeutender Hafen und eine wichtige Zollstation am Transitweg von der Lombardei zu den Städten nördlich der Alpen. Mit der Einführung des regelmässigen Dampfschiffverkehrs auf dem Langensee (1826) und der Eröffnung der Fahrstrasse über den Gotthardpass (1830) wurde es Postkutschenstation. Der Niedergang des Hafens begann mit der Eröffnung der Bahnlinien nach Locarno (1874) und Luino (1882).
Die Sperrstelle Magadino-Gordola hatte mit den Befestigungen zwischen Magadino und Quartino die Aufgabe, allfällige Angriffe aus Italien abzuwehren, die vom Gambarogno, vom Lago Maggiore und der Uferstrasse auf der rechten Seeseite sowie vom Centovalli her drohten. Diese wurden während des Ersten Weltkriegs errichtet und während des Zweiten ausgebaut.
Am 25. November 2007 wurde die Fusion der neun Gemeinden am Südufer des Lago Maggiore zur Gemeinde Gambarogno von den Stimmberechtigten der Gemeinden Caviano, Contone, Gerra (Gambarogno), Indemini, Magadino, Piazzogna, Sant’Abbondio und Vira (Gambarogno) gutgeheissen. Einzig San Nazzaro war mehrheitlich dagegen. Gegen den Entscheid des Tessiner Grossen Rates, die Fusion trotzdem wie geplant durchzuführen, wurde beim Bundesgericht Beschwerde eingelegt. Nach der Ablehnung der Beschwerde trat die Fusion per 25. April 2010 in Kraft. Magadino bildet aber nach wie vor eine eigenständige Bürgergemeinde.

## Wappen
Blasonierung: Ein goldener Anker über Silber und Blau von fünfmal mit Wellenschnitt geteilt.

## Bevölkerung
Einwohnerzahlen: Volkszählungsdaten

## Sehenswürdigkeiten
Das Dorfbild ist im Inventar der schützenswerten Ortsbilder der Schweiz (ISOS) als schützenswertes Ortsbild der Schweiz von nationaler Bedeutung eingestuft.
- Pfarrkirche San Carlo Borromeo[9]
- Kirche San Nicola di Bari (1953), Architekt: Giacomo Alberti[9]
- Wohnhaus genannt Hostaria di San Carlo[9]
- Villa Ghisler[9]
- Festungen Gambarogno-Magadino[10]
- Forte Olimpo[9]
- Bolle von Magadino (Bolle di Magadino) in der Magadinoebene[9]
- Schalenstein im Ortsteil Strada romana (335 m ü. M.)[11]

## Kultur
- Festival Internazionale di Musica Organistica di Magadino.[12]

## Persönlichkeiten
(Sortierung nach Geburtsjahr)
- Giovanni Arrivabene (1787–1881), Ökonom, Autor, untersuchte die Lage der Arbeiter in Magadino[13]
- Familie Antognini von Vairano stammte aus Mailand, kam 1730 nach Vairano, wo sie das Bürgerrecht erwarb. Gegenwärtig ist sie in Magadino, Bellinzona und Lugano vertreten.
  - Giuseppe Antognini (* 1813 in Magadino; † 1877 ebenda), Unternehmer, Kaufmann, Gemeindepräsident von Magadino, Tessiner Grossrat[14]
  - Benigno Antognini (1837–1902), Anwalt und Notar, Tessiner Grossrat, Staatsrat, Richter am Appellationsgericht
  - Giovanni Battista Antognini (* 1838 in Magadino; † 1919 im Kanton Basel-Landschaft), Bürger von Magadino, Kaufmann, Gemeindepräsident von Magadino, Schulinspektor[15]
- Giacomo Moraglia (1791–1860), Architekt
- Luigi Favini (* 4. April 1908 in Magadino; † um 1980 in Zürich?), Organist, Blasorchestermeister und Komponist; 1932–1980 Organist der Liebfrauenkirche in Zürich; Mitgründer des Organfestivals von Magadino 1963[16][17]